# A Little Obsessed
A Little Obsessed est le morceau introductif pop-l du troisième album 3rd Base du groupe pop/R&B sud-africain Jamali.